# Elytrigia tesquicola
Elytrigia tesquicola là một loài thực vật có hoa trong họ Hòa thảo. Loài này được Prokudin mô tả khoa học đầu tiên năm 1938 publ. 1939.